# Mark Metcalf

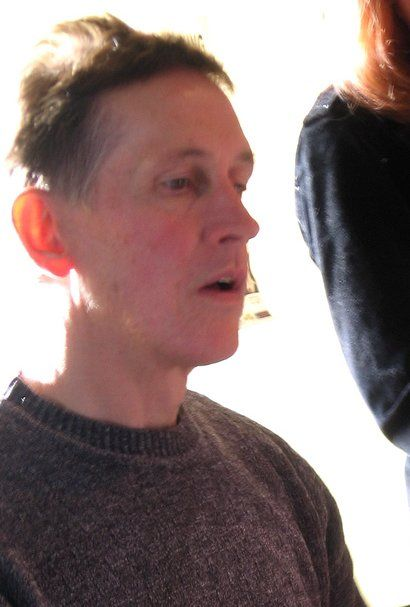
Mark Metcalf (2005)

Mark Metcalf (* 11. März 1946 in Findlay, Ohio) ist ein US-amerikanischer Schauspieler.

## Leben
Nachdem er schon zuvor in einigen Filmen und Fernsehserien zu sehen war, entschloss sich Mark Metcalf 1976 vollständig als Schauspieler zu arbeiten. Er trat in verschiedenen Theaterstücken auf. Sein Kinodebüt hatte er 1977 im Filmdrama Julia. 1978 stellte er in der Komödie Ich glaub’, mich tritt ein Pferd die Figur des Doug Neidermeyer dar. In zwei Folgen der Sitcom Seinfeld war er als Bob Cobb zu sehen. Mit dem Meister spielte Metcalf von 1997 bis 2002 einen der mächtigsten Vampire in den Fernsehserien Buffy – Im Bann der Dämonen und Angel – Jäger der Finsternis. 1998 stellte er einen Hirogen in der Science-Fiction-Serie Star Trek: Raumschiff Voyager dar. 2014 war Metcalf im Film Hamlet A.D.D. zu sehen.
Im Jahr 2000 zog Metcalf nach Milwaukee, Wisconsin. Metcalf und seine Exfrau Libby haben ein Kind.

## Filmografie
- 1973: The Garden Party (Kurzfilm)
- 1975: Karen (Fernsehserie, 1 Folge)
- 1977: Julia
- 1978: Having Babies (Fernsehserie, 1 Folge)
- 1978: Ich glaub’, mich tritt ein Pferd (National Lampoon's Animal House)
- 1979: Barnaby Jones (Fernsehserie, 2 Folgen)
- 1979: Hals über Kopf (Head Over Heels)
- 1980: Blast – Wo die Büffel röhren (Where the Buffalo Roam)
- 1981: Polizeirevier Hill Street (Hill Street Blues, Fernsehserie, 3 Folgen)
- 1983: For Love and Honor (Fernsehserie, 1 Folge)
- 1983: Horror am Mill Creek (The Final Terror)
- 1983: Hotel (Fernsehserie, 1 Folge)
- 1984: Nichts wie weg (Almost You)
- 1984: Tödliche Wüste (The Oasis)
- 1985: Zurück aus der Vergangenheit (The Heavenly Kid)
- 1986: Liebe, Lüge, Leidenschaft (One Life to Live, Fernsehserie, 3 Episoden)
- 1986: One Crazy Summer
- 1988: Miami Vice (Fernsehserie, 1 Folge)
- 1988: Mr. North – Liebling der Götter (Mr. North)
- 1989: Hawk (A Man Called Hawk, Fernsehserie, 1 Folge)
- 1991: L.A. Law – Staranwälte, Tricks, Prozesse (L.A. Law, Fernsehserie, 1 Folge)
- 1991: Oscar – Vom Regen in die Traufe (Oscar)
- 1991: Dream On (Fernsehserie, 1 Folge)
- 1991: Unschuldig angeklagt (Guilty Until Proven Innocent, Fernsehfilm)
- 1991: Das Schicksal der Jackie O. (A Woman Named Jackie, Miniserie, 2 Folgen)
- 1992: Dead Ahead: The Exxon Valdez Disaster (Fernsehfilm)
- 1993: Renegade – Gnadenlose Jagd (Renegade, Fernsehserie, 1 Folge)
- 1994: Palm Beach-Duo (Silk Stalkings, Fernsehserie, 1 Folge)
- 1994: Walker, Texas Ranger (Fernsehserie, 1 Folge)
- 1994: Ein Hauch von Himmel (Touched by an Angel, Fernsehserie, 1 Folge)
- 1995: Melrose Place (Fernsehserie, 2 Folgen)
- 1995: A Reason to Believe
- 1995: Speed Rage
- 1995–1996: Seinfeld (Fernsehserie, 2 Folgen)
- 1996: Party of Five (Fernsehserie, 1 Folge)
- 1997: Eine Familie zum Kotzen (The Stupids)
- 1997: Hijacking Hollywood
- 1997: Loose Women
- 1997–1998: Teen Angel (Fernsehserie, 7 Folgen)
- 1997–1998: Ally McBeal (Fernsehserie, 2 Folgen)
- 1997–2002: Buffy – Im Bann der Dämonen (Buffy the Vampire Slayer, Fernsehserie, 8 Folgen)
- 1998: Star Trek: Raumschiff Voyager (Star Trek: Voyager, Fernsehserie, 2 Folgen)
- 1999: Drive Me Crazy
- 1999: J.A.G. – Im Auftrag der Ehre (JAG, Fernsehserie, 3 Folgen)
- 2000: Fortune Hunters – Die Glücksjäger (The Million Dollar Kid)
- 2000: Angel – Jäger der Finsternis (Angel, Fernsehserie, 1 Folge)
- 2001: Warden of Red Rock (Fernsehfilm)
- 2002: Britney, Baby, One More Time
- 2002: Das sexte Semester (Sorority Boys)
- 2002: Lone Hero
- 2006: The Legend Trip
- 2007: The Sleeper (2007)
- 2009: Modus Operandi
- 2009: Mad Men (Fernsehserie, 1 Folge)
- 2011: Fort McCoy
- 2011: Operation Belvis Bash
- 2012: Playback
- 2012: Little Red
- 2012: The Smart Ones
- 2013: Billy Club
- 2014: Hamlet A.D.D.
- 2018: Eine nutzlose und dumme Geste (A Futile and Stupid Gesture)
- 2019: The Field